# Owendo
Owendo ist eine Hafenstadt innerhalb der Provinz Estuaire im Westen von Gabun und stellt eine Vorstadt zur Hauptstadt des Landes Libreville da. Mit Stand von 2013 wurde die Einwohnerzahl auf 79.300 bemessen. Damit ist die Stadt die nach Bevölkerung die viertgrößte des Landes, sowie nach Libreville die größte in Estuaire. Sie liegt auf einer Höhe von 67 Metern, hier befindet sich auch ein Startpunkt der Transgabonais.

## Sport
In der Stadt gab es mit dem CAP Owendo auch einen Fußballverein, welcher Anfang der 1980er mehrere nationale Meisterschaften gewinne konnte, dann im Jahr 1984 jedoch aufgelöst wurde.  